# Mohamed Aw-Ali Abdi
Mohamed Aw-Ali Abdi (en somali : Maxamed Cali Aw Cabdi) est un homme politique somalilandais et vice-président du Somaliland depuis le 12 décembre 2024. Membre du parti politique Waddani, il se présente à l'élection présidentielle de 2024 en tant que colistier du candidat Abdirahman Mohamed Abdullahi qui l'emporte à la surprise générale.

## Carrère politique

### Élection présidentielle de 2017
Mohamed Aw-Ali Abdi se présente à la vice-présidence en tant que colistier de l'opposant présidentiel Abdirahman Mohamed Abdullahi lors de l'élection de 2017. En novembre 2016, il dirige une importante délégation de personnalités de Waddani à Borama pour un événement de campagne. Le même mois, il organise un événement de campagne à Birmingham, au Royaume-Uni. En avril 2017, il conduit également conduit une délégation de Waddani en Suisse pour rencontrer la diaspora somalilandaise et les partisans de Waddani. Finalement, le président sortant Muse Bihi Abdi est réélu à l'issue de la présidentielle.

### Élection présidentielle de 2024
En mars 2021, avant l'élection présidentielle prévue en 2022, Mohamed Aw-Ali Abdi et Abdirahman Mohamed Abdullahi sont élus à la quasi-unanimité respectivement candidat à la vice-présidence et candidat à la présidence de Waddani. L'élection présidentielle est ensuite reportée à 2024. En juin 2022, il se rend au domicile de Hersi Ali Haji Hassan (en) avec d'autres personnalités nationales de Waddani après que la maison de Hersi soit la cible d'une attaque à la voiture-bélier prétendument pro-gouvernementale. Pendant sa prise de parole sur les lieux de l'attaque, Hersi affirme que le gouvernement en place a orchestré un autre attentat, qui a échoué, contre d'autres personnalités nationales de Waddani, dont Mohamed Aw-Ali Abdi.
Le 19 novembre 2024, Mohamed Aw-Ali Abdi et Abdirahman Mohamed Abdullahi sont déclarés élus à l'issue du scrutin. Ils prennent leur fonction le 12 décembre 2024,.